# دوفيداس ريديكاس
دوفيداس ريديكاس (بالليتوانية: Dovydas Redikas)‏ مواليد 11 ديسمبر 1992 في ليتوانيا، هو لاعب كرة سلة ليتواني. بدأ مسيرته الاحترافية في سنة 2008. يبلغ طوله 6 قدم 4 بوصة (1.9 م). لعب مع ليتوفوس رايتس ونادي أركاديكوس لكرة السلة.

## روابط خارجية
- دوفيداس ريديكاس على موقع الاتحاد الدولي لكرة السلة (الإنجليزية)
- دوفيداس ريديكاس على موقع كرة السلة الأوروبية.كوم (الإنجليزية)
- دوفيداس ريديكاس على موقع ريلجم (الإنجليزية)
- دوفيداس ريديكاس على موقع بروبوليرز (الإنجليزية)
- دوفيداس ريديكاس على موقع سبورتس رفرنس (الإنجليزية)